# Rio Xeruini
O rio Xeruini é um rio brasileiro ao sul do estado de Roraima. Todo o seu curso dá-se no município de Caracaraí, tendo como foz o rio Branco.
É um rio altamente piscoso e de águas barrentas. Tem como coordenadas geográficas 0° 59" 10' S 61° 53" 26.88' O.